# 星光行

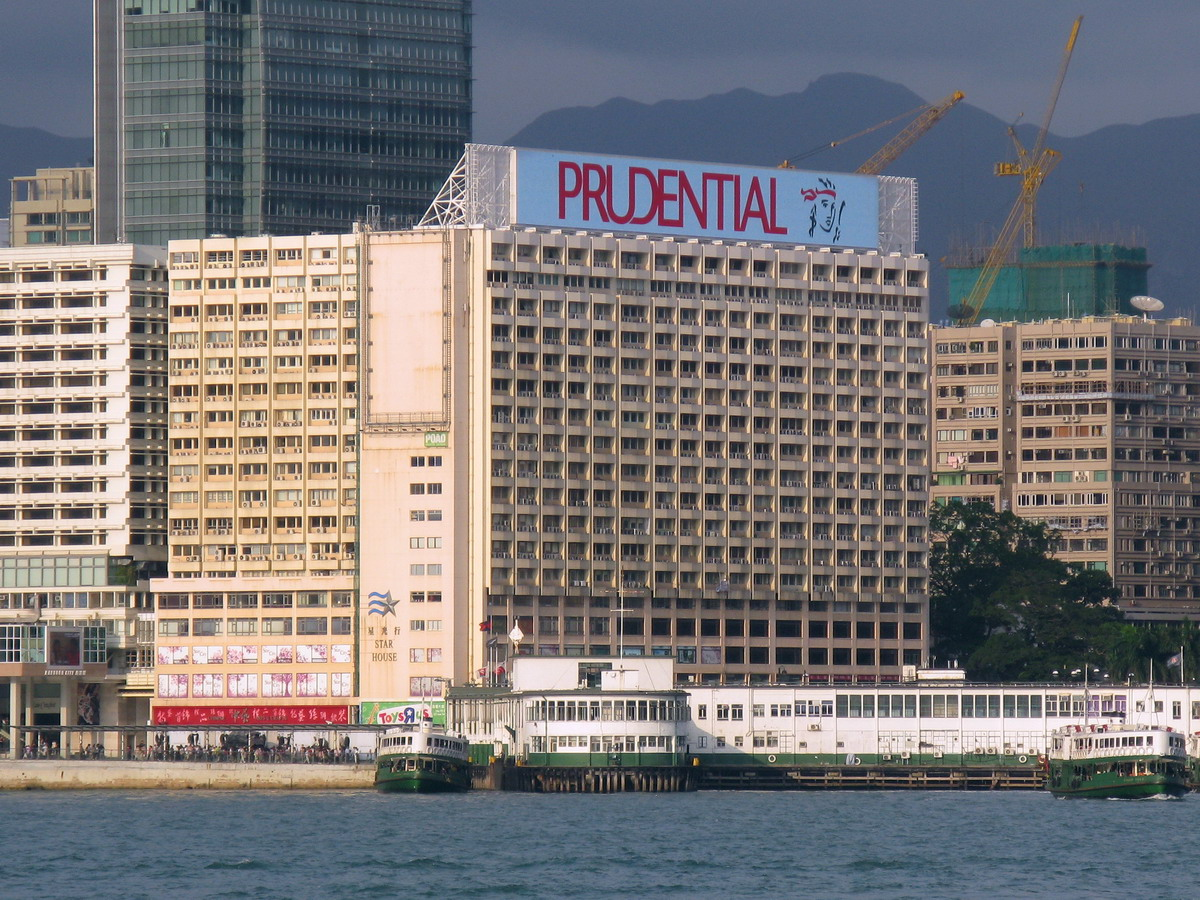
從中環遠眺星光行

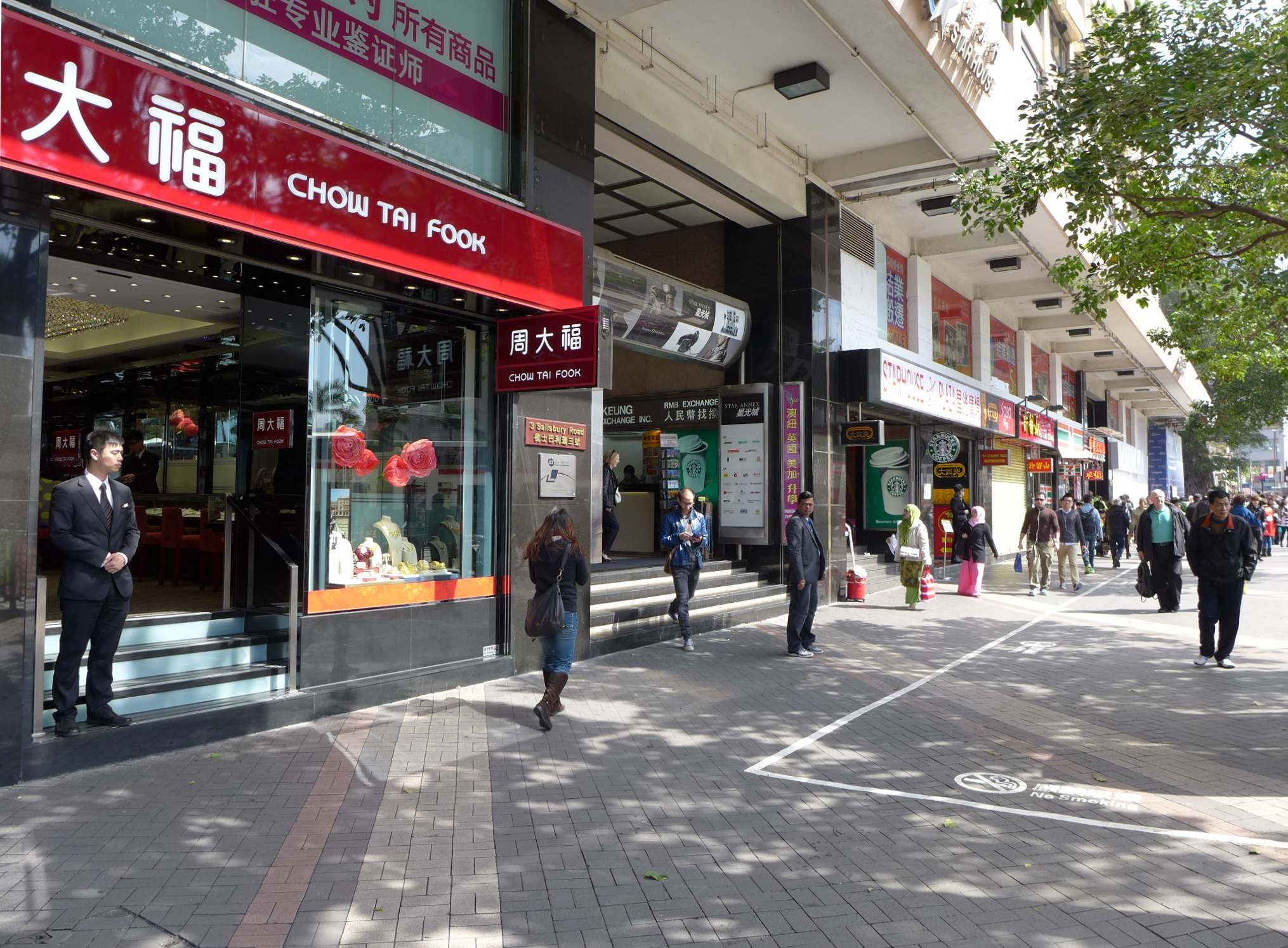
星光行的街鋪

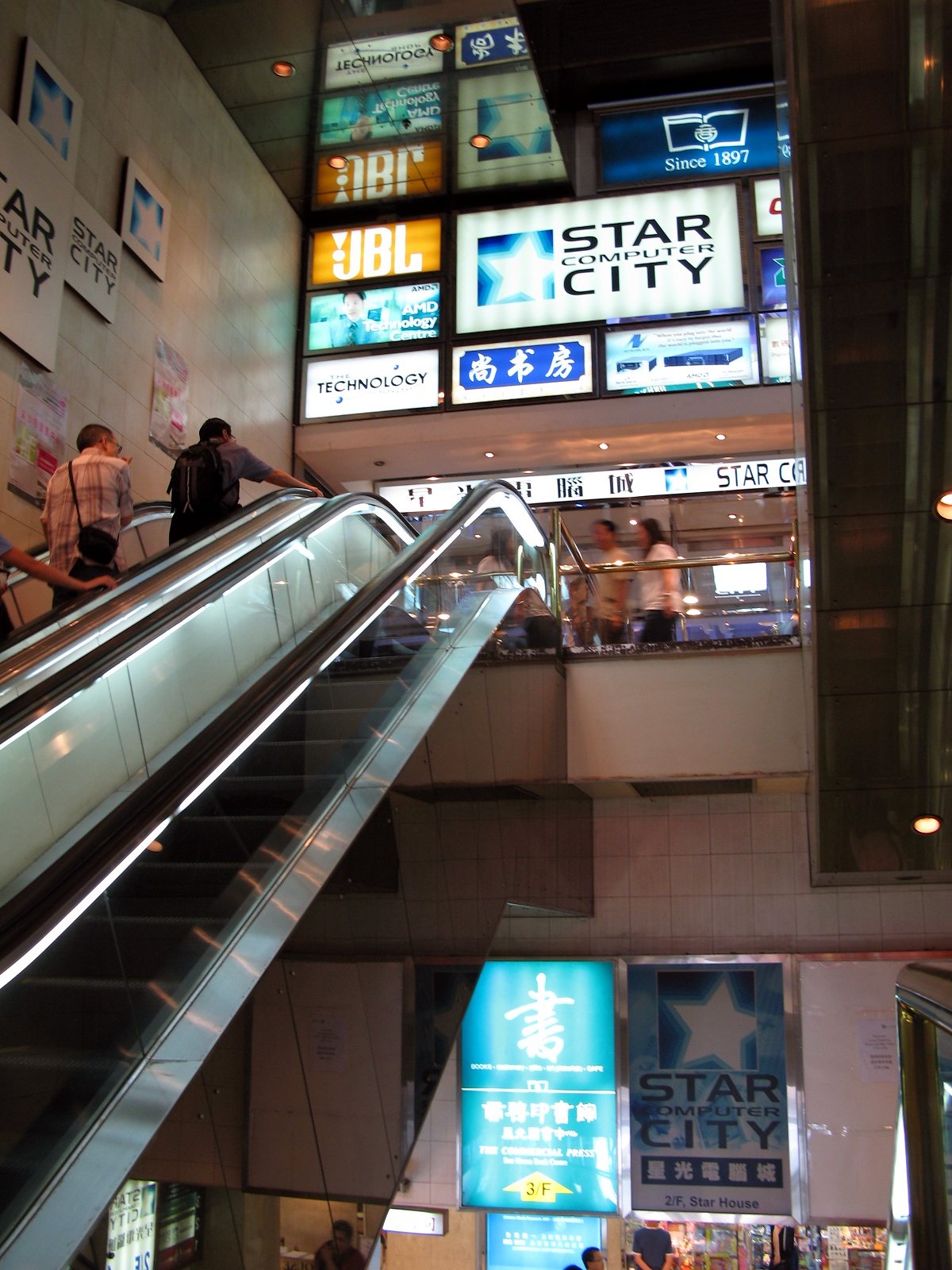
星光行中庭（2007年）

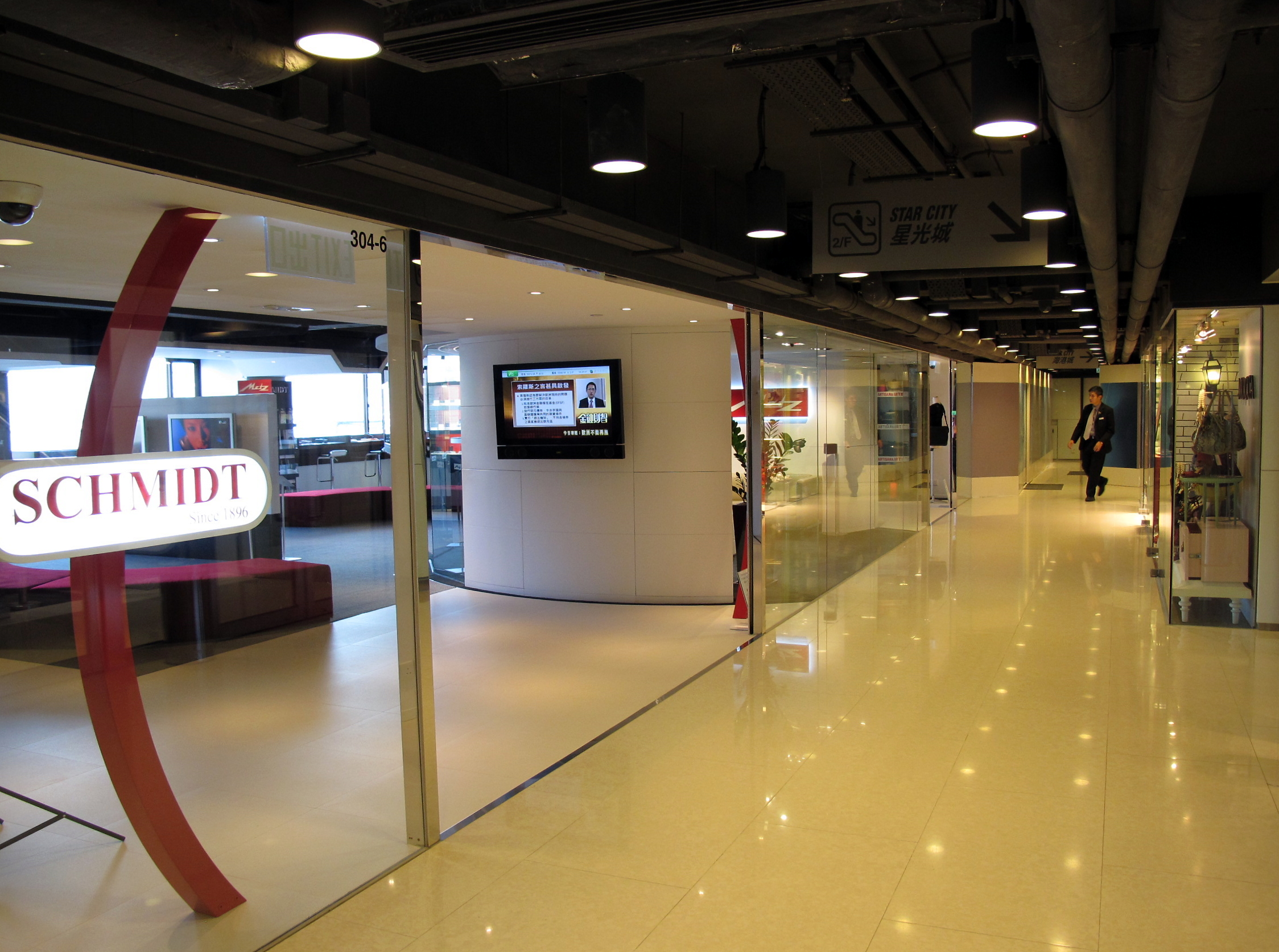
星光城（2011年）

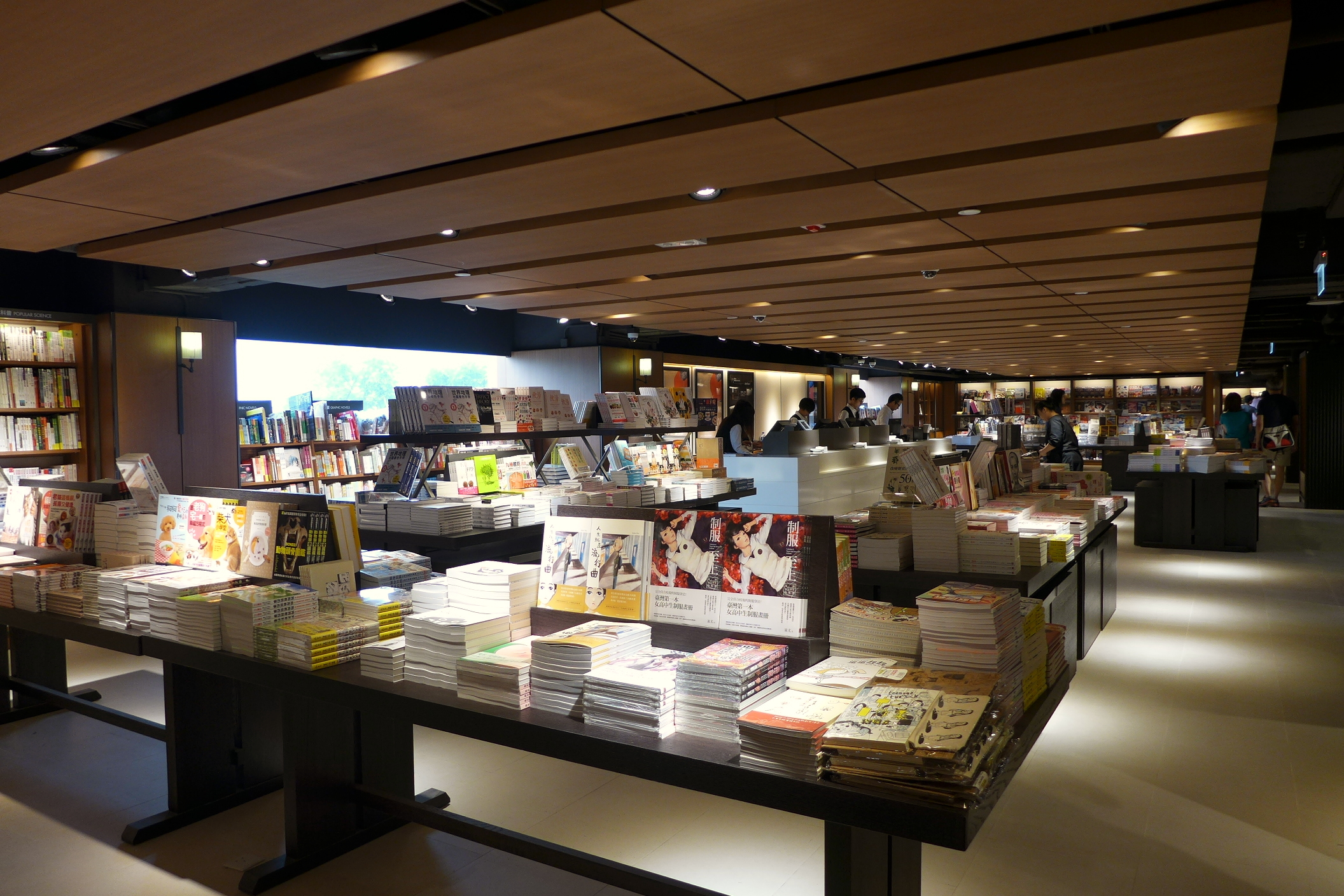
星光城2至3樓設共3.9萬方呎的誠品生活（2015年）

22°17′41″N 114°10′08″E / 22.294687°N 114.1689975°E
星光行，是香港一座商業大廈，位於九龍尖沙咀梳士巴利道3號。大廈樓高19層，由商人霍英東、何鴻燊、何添、關啟明、鍾明輝等4個財團各出资25%，投資3000万港元興建。當中750萬元由霍英東投資，另1,000萬元向匯豐銀行貸款，由霍英東出面作擔保，餘款由其他股東承擔，並組成九龍置地。大廈於1962年興建，1964年落成。建造商是「僑光置業」，當時的名稱是九龍商業大廈。大廈於1967年落成後改名為星光行，名稱一直沿用至今。星光行大部分單位面向南，享有維多利亞港海景。

## 歷史
星光行位置前身是尖沙咀九龍倉碼頭的遊客中心。
按照霍英東的計劃，星光行主要用於收租，其中一個較大的租戶就是中藝公司。“中藝”以經營中國工藝品為主，有中資背景。當時，中英關係正處於歷史低潮，港府正處處限制中資企業的發展，故霍英東把星光行租予“中藝”，自然被港英視為親中的表現，再加上霍英東於韓戰時積極參與猖獗的走私活動，結果導致英美政府最終對其憤而實施嚴厲制裁, 大廈落成招租後美國駐港領事旋即宣布制裁措施，嚴禁任何大廈租客買賣美國貨，結果對大廈租戶造成極大不便，受影響最大為頂好百貨公司及陳澤富的保齡球場，後者被逼改用澳洲設備；而由英資大東電報局控制的香港電話公司更對大廈租戶之電話線申請百般刁難，宣稱「星光行的租戶申請電話線可能遙遙無期」，導致大批租戶連按金都棄之如敝屣直接落荒而逃。
面對英國及美國的「政治迫害」下，霍英東在大廈乏人承租的窘境中和幾個股東商量，最後無奈決定賤賣星光行。霍英東不想令其他投資者損失，建議以3,800萬買回全幢星光行。殊不知何鴻燊卻說服其他股東，於1968年決議賣予只出價3,750萬的香港置地。
市政局曾經於1975年租用星光行為新成立的香港博物館（今香港歷史博物館）為館址，直至1983年遷出。而星光行5樓於1970年8月開設惠文蠟像院，以吸引遊客前來香港觀光。不過由於租金高昂導致門票昂貴下，無法繼續經營並於1977年結業。
於1980年，長江實業向置地購入星光行一半業權。

## 大廈業權
大廈基於種類眾多，包括地舖、地庫及低層商場以至五樓以上的寫字樓，交投及租務頻繁，業權幾經易手多次，現時業權分散由不同業主持有。
其中地庫及其地面出口，部分樓面曾由信德集團擁有，並命名為星光廣場，並由旗下的信德物業管理有限公司管理。2005年9月，九龍倉集團旗下海港企業以2.8億購入寶光實業持有的2樓至4樓約5.1萬方呎部分樓面作出租用途。當年2樓部份由星光電腦城租用，3樓佔地1.9萬方呎樓面由商務印書館租用。商務印書館及星光電腦城於2007年5月結業後，2樓及3樓商場於2008年8月更名為星光城（Star City），租予不同商戶，並與海港城海運大廈連通，由海港城負責管理，星光城原址到2015年改為誠品生活單一租用。
2000年梁安琪或有關人仕向麗新集團購入星光行共8萬方呎樓面，涉資1.6億元，呎價2,000元。而美心食品亦有購入部分樓面開設食肆自用。
2009年5月，珠寶商人楊超成斥資近6000萬元購入星光行地舖，成交尺價高達45萬元，創自2007年以來商舖尺價紀錄。
2012年4月19日，鄧成波以6.45億元向信德集團購入部份星光行地庫商場，面積約29,614平方呎；2014年5月鄧成波與太子珠寶鐘錶主席鄧鉅明達成口頭協議，以11億8,000萬元，轉售前述地庫商場，平均呎價41,404元。
麥當勞總公司亦持有星光行地舖
中藝亦持有星光行地舖，原為自用，但遷出後分租予其他品牌。
五樓以上的寫字樓吸引到用家自用或投資者購入作出租之用，例如日本玩具生產商TOMY持有在12樓的多個單位，而不同景觀成交呎價差距甚遠，如海景單位呎價曾達2.1萬元，個別望內街單位呎價則僅約1萬元。

## 租戶
商場樓高4層，分為東翼西翼兩部份。地庫設意粉屋、大家樂及麥當勞；地下設類型商舖，包括許留山、周大福、屈臣氏、A/X Armani Exchange等，1樓為二手名牌店Brand Off；現時共3.9萬方呎樓面為誠品生活。場內有各種中西食肆可供選擇，包括美心旗下的翠園、潮庭、星巴克咖啡及北京樓。
星光行屬區內傳統商廈，現有租戶除作一般寫字樓用途外，亦有租戶從事零售及服務行業。無綫新聞的尖沙咀新聞中心設在此大樓內，而著名的學海書樓也設在此大廈的14樓1405室，其他租戶還包括西松建設香港分公司、學聯旅遊、柬埔寨駐港總領事館、麥宜全會計師行、麥宜全律師行、飛輪財策等。

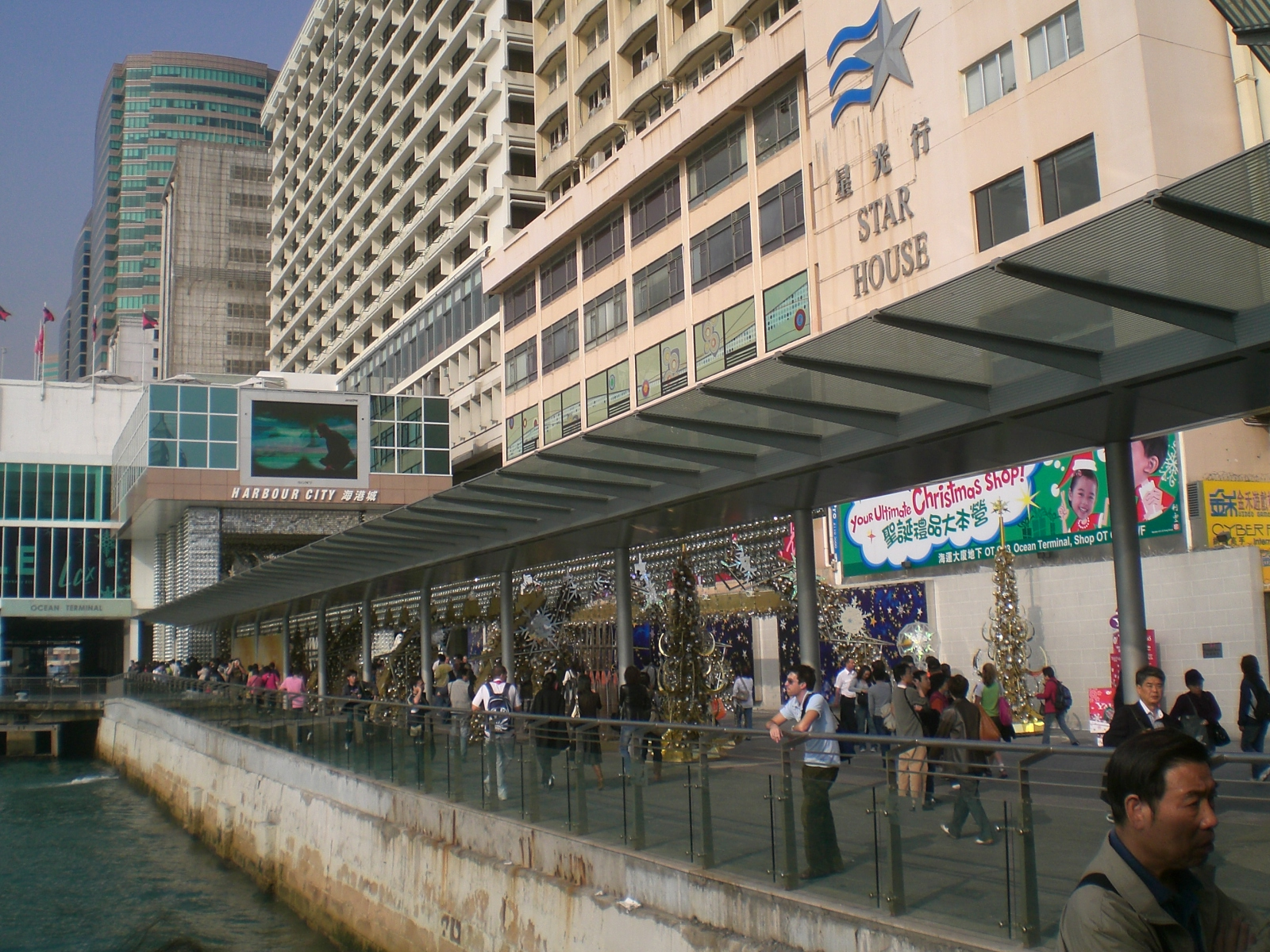
星光行近尖沙咀天星碼頭，黃昏可觀賞郵輪碼頭日落海景。
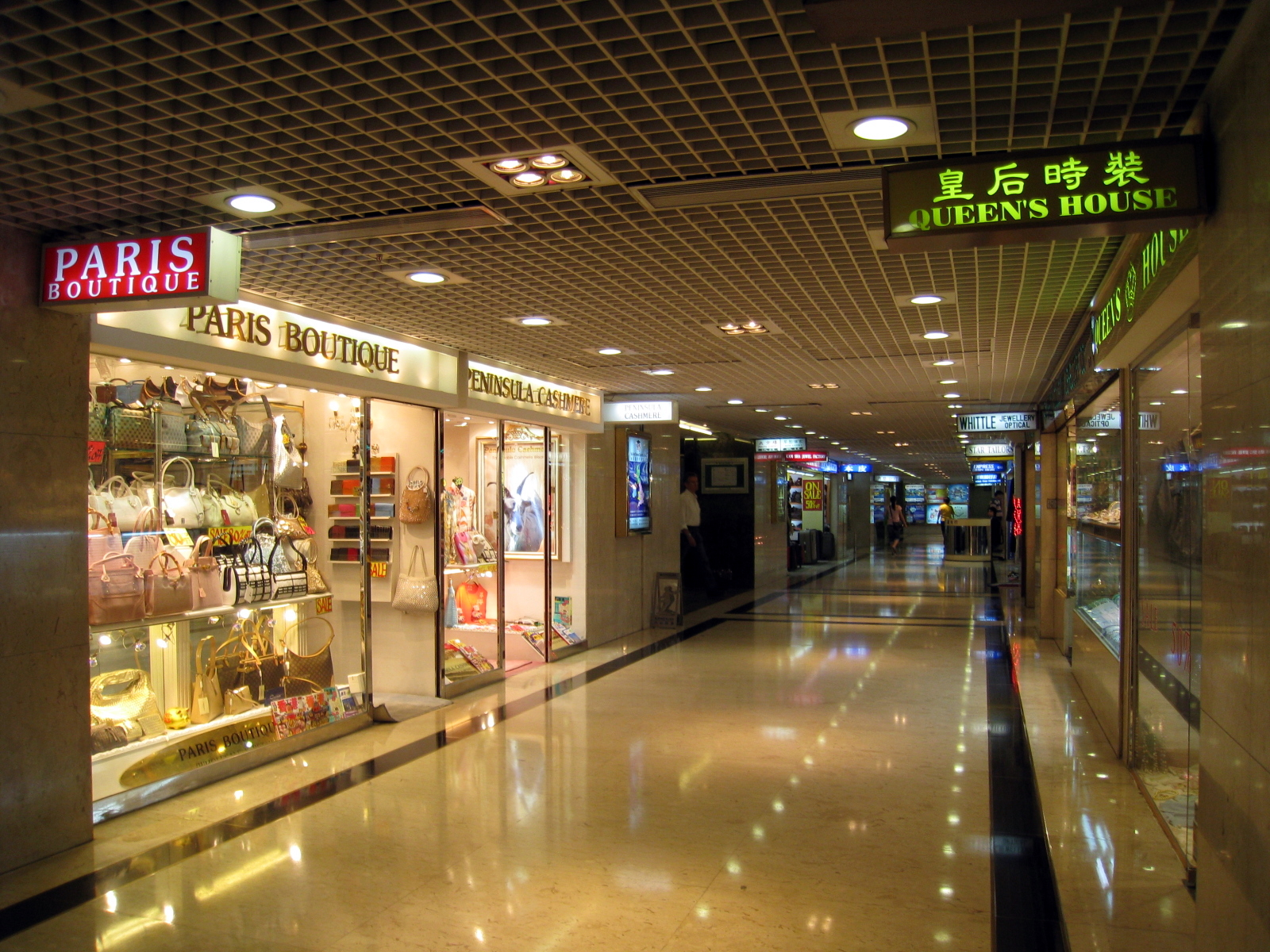
星光行地下商場
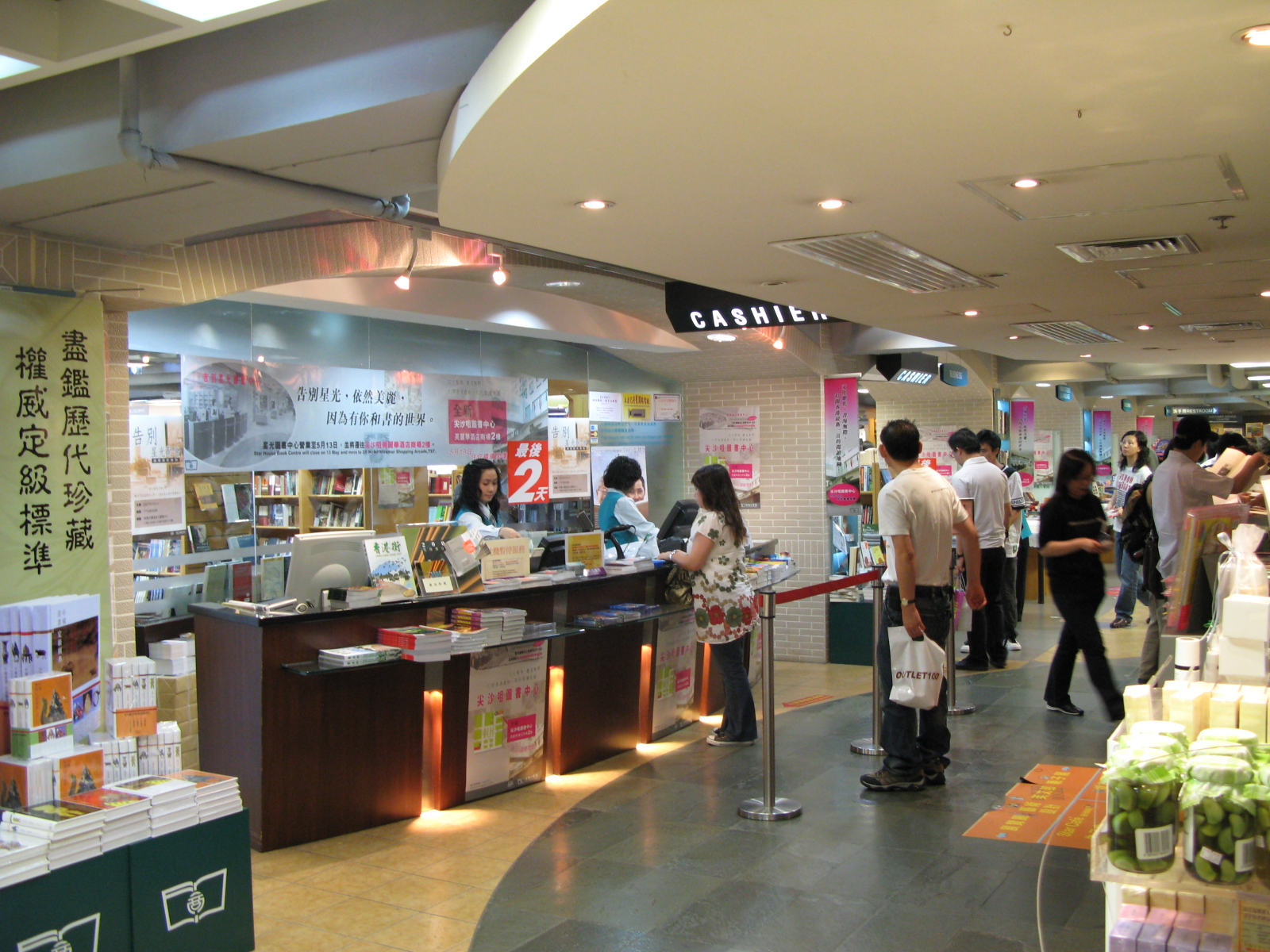
商務印書館星光行分店（於2007年5月13日遷出）
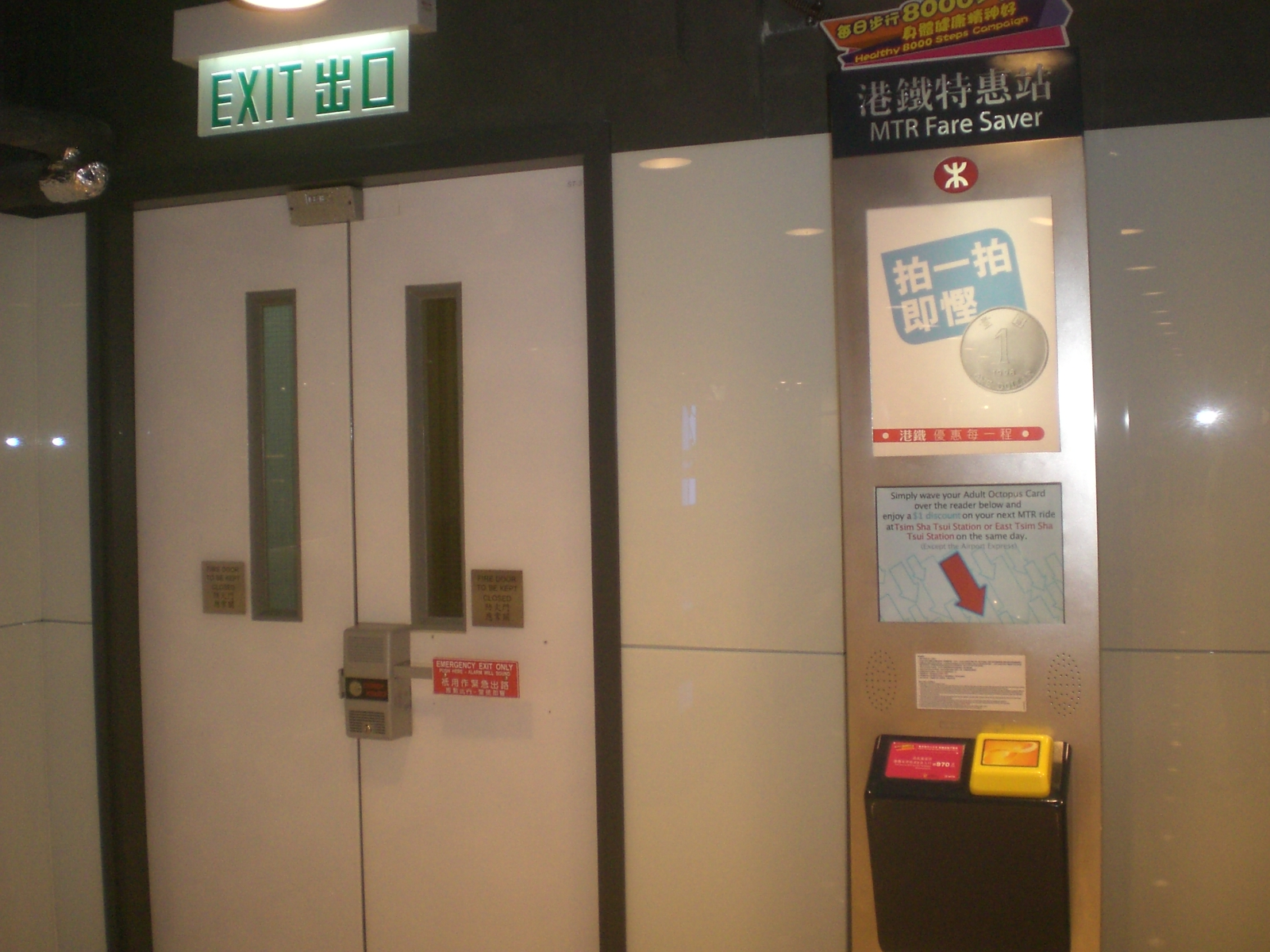
港鐵特惠站位於星光城（於2015年5月1日起取消）

2022年2月10日 盈健醫療以合共9523萬元向華潤創業租用星光行地下9、9A、10A號舖、及1樓A、B、C號舖，作為大型醫務中心，有關物業總面積約3.8萬方呎，租約期由2022年5月至2028年4月，為期6年，平均每月租金逾132萬元，呎租近35元水平，另有3年續租權。

## 途經之公共交通服務
鄰近尖沙咀天星碼頭、巴士站、海運大廈、梳士巴利道、香港文化中心、北京道一號及1881。

## 外部連結
- 香港新舊照片比較 - 星光行（页面存档备份，存于）